# Никола Ђорић (фудбалер)
Никола Ђорић (Београд, 3. марта 2000) српски је фудбалер, који тренутно наступа за Хегелманн.

## Каријера
После млађих селекција београдског Рада, Ђорић је прикључен првом тиму тог суперлигаша током зимског припремног периода почетком 2019. године. После прве прозивке тадашњег тренера Драгана Стевановића, Ђорић је са екипом отпутовао у Анталију, где се Рад припремао за наставак првенства. У званичном протоколу Суперлиге Србије, за такмичарску 2018/19, по први пут се нашао у 26. колу, када је Рад гостовао екипи Пролетера на Стадиону Карађорђе у Новом Саду. На клупи за резервне фудбалере остао је и недељу дана касније, против екипе Црвене звезде. До краја сезоне није дебитовао на званичним сусретима. После сусрета трећег кола наредне сезоне, са новосадском Војводином, када је такође био на клупи свог матичног клуба, Ђорић је привремено напустио састав Рада. Током јесењег дела такмичарске 2019/20. био је део екипе панчевачког Железничара, те је на затварању првог дела сезоне постигао један од погодака у победи од 6 : 1 над Омладинцем из Нових Бановаца. Са укупно шест наступа колико је уписао као бонус играч за клуб у том такмичењу, Ђорић је допринео освајању војвођанске групе српске лиге. Пролећни део исте сезоне одиграо је у екипи прволигаша Синђелића, после чега се вратио у састав Рада.
Први званични сусрет за Рад Ђорић је одиграо на отварању такмичарске 2020/21. у Суперлиги Србије, када је његов тим поражен резултатом 2 : 0 од Пролетера у Новом Саду. Тренер Бранко Мирјачић је у уводним колима Ђорића упарио са Марком Добријевићем, те су на тај начин обојица штопера у постави задовољавала услов бонус играча. Доласком Лазара Стојсављевића на позајмицу из новосадске Војводине, Ђорић је на утакмици са крушевачким Напретком, наступио са новим саиграчем у одбрани. Исти тандем штопера наступио је и под вођством Зорана Његуша на сусрету са Партизаном у следећем колу. У 57. минуту тог догађаја, судија Петар Пипер је Ђорићу показао црвени картон, после прекршаја над Умаром Садиком.

## Статистика

#### Клупска
Ажурирано 13. септембра 2020.
| Клуб                           | Сезона   | Лига                  | Лига    | Лига   | Национални куп | Национални куп | Европа  | Европа | Остало  | Остало | Укупно  | Укупно |
| Клуб                           | Сезона   | Дивизија              | Наступа | Голова | Наступа        | Голова         | Наступа | Голова | Наступа | Голова | Наступа | Голова |
| ------------------------------ | -------- | --------------------- | ------- | ------ | -------------- | -------------- | ------- | ------ | ------- | ------ | ------- | ------ |
|                                |          |                       |         |        |                |                |         |        |         |        |         |        |
| Рад                            | 2018/19. | Суперлига Србије      | 0       | 0      | —              | —              | —       | —      | —       | —      | 0       | 0      |
| Рад                            | 2019/20. | Суперлига Србије      | 0       | 0      | —              | —              | —       | —      | —       | —      | 0       | 0      |
|                                |          |                       |         |        |                |                |         |        |         |        |         |        |
| Железничар Панчево (позајмица) | 2019/20. | Српска лига Војводина | 6       | 1      | —              | —              | —       | —      | —       | —      | 6       | 1      |
|                                |          |                       |         |        |                |                |         |        |         |        |         |        |
| Синђелић Београд (позајмица)   | 2019/20. | Прва лига Србије      | 7       | 0      | —              | —              | —       | —      | —       | —      | 7       | 0      |
|                                |          |                       |         |        |                |                |         |        |         |        |         |        |
| Рад                            | 2020/21. | Суперлига Србије      | 7       | 0      | 0              | 0              | —       | —      | —       | —      | 7       | 0      |
| Рад                            | Укупно   | Укупно                | 7       | 0      | 0              | 0              | —       | —      | —       | —      | 7       | 0      |
|                                |          |                       |         |        |                |                |         |        |         |        |         |        |
| Каријера                       | Каријера | Каријера              | 20      | 1      | 0              | 0              | —       | —      | —       | —      | 20      | 1      |
|                                |          |                       |         |        |                |                |         |        |         |        |         |        |

## Трофеји и награде
Железничар Панчево
- Српска лига Војводина : 2019/20.[13]